# Leontines Ehemänner
Pour plus de détails, voir Fiche technique et Distribution.
Leontines Ehemänner est un film allemand réalisé par Robert Wiene, sorti en 1928.

## Fiche technique
- Titre : Leontines Ehemänner
- Réalisation : Robert Wiene
- Scénario : Max Glass d'après la pièce d'Alfred Capus
- Photographie : Giovanni Vitrotti
- Pays d'origine : République de Weimar
- Genre : Comédie
- Format : Noir et blanc - muet
- Date de sortie : 1928

## Distribution
- Claire Rommer (en) : Leontine
- Georg Alexander
- Adele Sandrock
- Oskar Sima
- Lotte Stein
- Truus van Aalten
- Alexa von Porembsky
- Carl Walther Meyer (en)
- Luigi Serventi